# 卡納迪 (密蘇里州)
卡納迪（英語：Canady）是位於美國密蘇里州佩米斯科特縣的鬼鎮。

## 歷史
卡納迪的郵局於1904年設立，其後於1927年停運。

## 地理
卡納迪所處的海拔為高於海平面82米（即269英呎），而該地所採用的時區為UTC-6，即北美中部時區（CST）。同時該地設有夏令時間，為UTC-6調快一小時，即UTC-5（CDT）。